# 莫伊西伊夫卡 (科羅斯堅區)
50°45′30″N 28°36′9″E / 50.75833°N 28.60250°E
莫伊西伊夫卡（烏克蘭語：Мойсіївка），是烏克蘭的村落，位於該國北部日托米爾州，由科羅斯堅區負責管轄，始建於1901年，面積0.37平方公里，海拔高度191米，2001年人口65，人口密度每平方公里173.8人。